# Йокаи, Мор

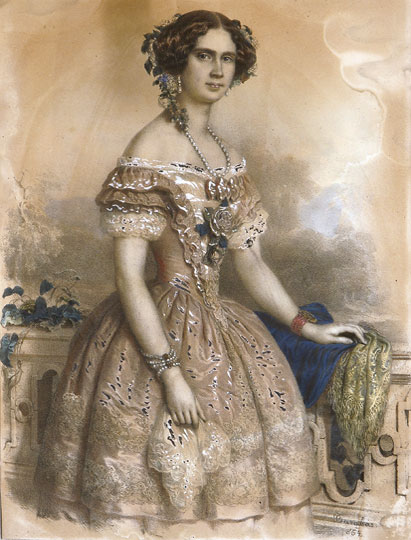
Портрет Розы Лаборфальви кисти Миклоша Барабаша (1854)

Мор Йо́каи, Маурус Йокаи (венг. Jókai Mór; 18 февраля 1825[…], Комарно — 5 мая 1904[…], Будапешт) — венгерский романист, одна из наиболее влиятельных фигур в венгерской литературе XIX века. Известен по романам «Безымянный замок», «Венгерский набоб», «Золотой человек» (1872).

## Биография
Родился в г. Комаром (совр. Комарно на юге Словакии) в дворянской семье, на стыке венгерской и словацкой этнических стихий. Отец Йожеф принадлежал к ветви Ашва старинного, но обедневшего рода Йокаи, служил адвокатом и был опекуном сиротского приюта, мать происходила из благородной семьи Пулаи. В детстве был крещён и зарегистрирован как Мориц Йокаи де Ашва (Móric Jókay de Ásva). Получив домашнее воспитание, в возрасте 10 лет отправлен был в Пресбург (совр. Братислава), где обучался в кальвинистском колледже вместе с Шандором Петёфи, Шандором Козмой и рядом других впоследствии известных деятелей венгерской культуры и политики.
Потеряв в 12-летнем возрасте отца, по настоянию матери продолжил своё обучение в лицее города Папы, а затем изучал право в Кечкемете, готовя себя к карьере юриста. В 1844 году удостоен был Венгерской академией премии за свою первую пьесу «Еврейский мальчик» (Zsidó fiú), в 1845 году представлен был своим школьным товарищем Петёфи в Пеште столичному литературному обществу. В 1846 году опубликовал свой первый роман «Будни» (Hétköznapok), удостоенный похвалы со стороны критиков, после чего решил порвать с юриспруденцией, обратившись к писательской деятельности. В 1847 году стал редактором солидного литературного журнала «Картины жизни» (Életképek), собрав вокруг себя целый ряд начинающих венгерских литераторов.
29 августа 1848 года, 23 лет от роду, вступил в брак с 31-летней трагической актрисой Розой Лаборфальви (урождённой Юдит Бенке), не одобренный его дворянской роднёй.

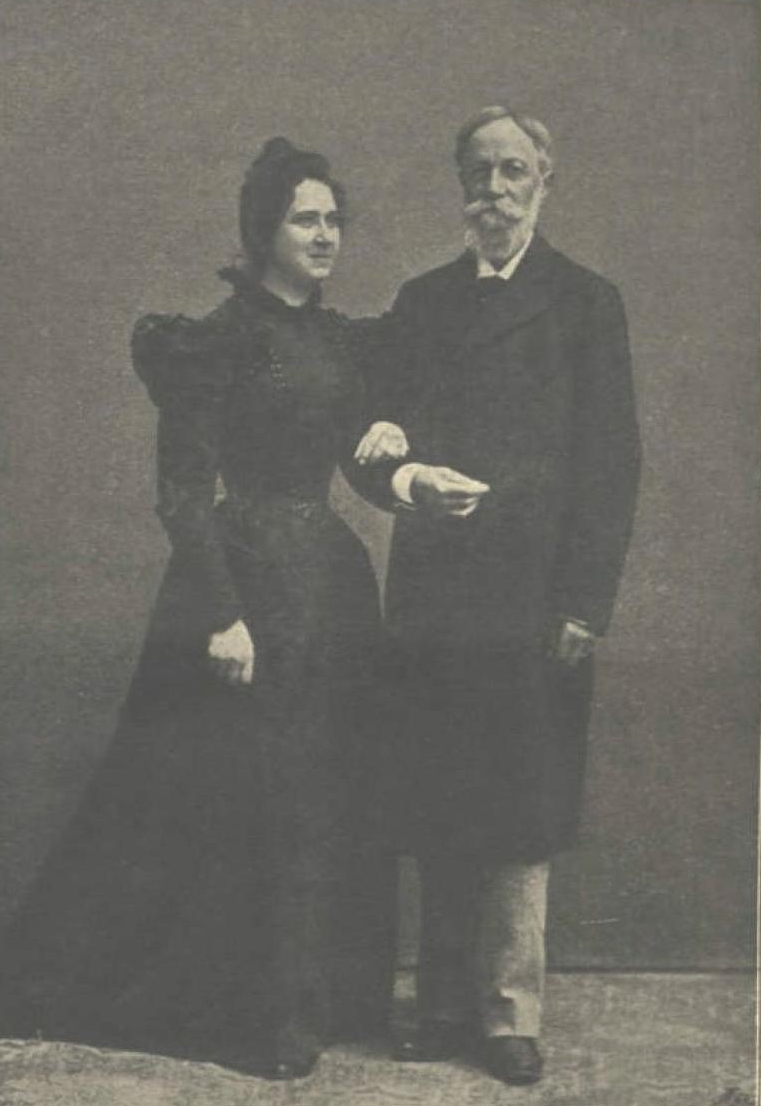
Свадебное фото Мора Йокаи и Беллы Надь (1899)

С началом национально-освободительной революции 1848 года, будучи умеренным либералом, под влиянием сторонников Петёфи с энтузиазмом принял идеи национального восстания. В апреле-мае 1849 года поддержал решение Лайоша Кошута свергнуть династию Габсбургов, но активного участия в боевых действиях не принимал. В августе 1849 года присутствовал при капитуляции армии повстанцев в Вилагоше, вознамерившись покончить жизнь самоубийством, чтобы избежать тюрьмы, но был спасён и остановлен своей женой, с помощью которой сумел через позиции русской армии добраться до Пешта. Впечатления от революционых событий впоследствии стали основой исторической эпопеи М. Йокаи «Сыновья человека с каменным сердцем».
В течение следующих четырнадцати лет находился под наблюдением полиции в качестве политически неблагонадёжного, но, целиком посвятив себя литературной и журналистской работе, сумел отвести от себя подозрения властей и поправить материальное положение семьи. Это был самый яркий период творческой биографии писателя, который посвятил себя делу упрочения положения венгерского языка как языка не только повседневного общения, но и учёности и литературы, сочинив не менее тридцати романов, помимо многих томов повестей, рассказов, очерков и литературно-критических статей и заметок.
В 1861 году у дочери его жены (от отношений с актёром Мартоном Лендваи) родилась дочь Роза, которую удочерил и воспитал Мор Йокаи. Позднее у Розы родилась дочь, будущая художница Маша Фести (венг. Feszty Masa, 1895—1979).

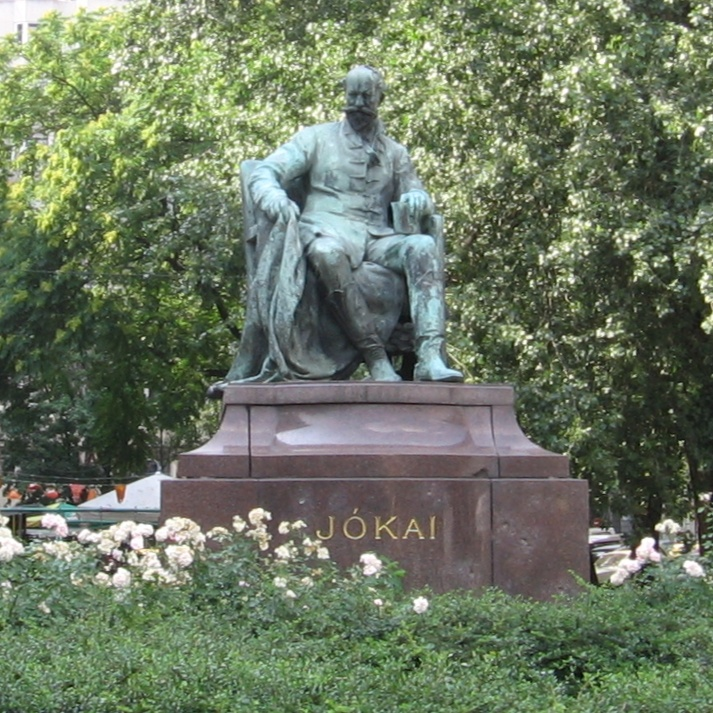
Памятник Мору Йокаи в Будапеште работы скульптора А. Штробля

После восстановления венгерской конституции по Австро-Венгерскому соглашению 1867 года принимал активное участие в политической и культурной жизни страны. Будучи постоянным сторонником администрации Кальмана Тисы и членом созданной им Либеральной партии, не только непрерывно заседал в течение более чем двадцати лет в парламенте, но и содействовал новым властям в качестве редактора проправительственного журнала «Хон» (Hon), основанного им в 1863 году. В 1897 году императорским указом был назначен членом верхней палаты парламента.
В 1899 году, в 74-летнем возрасте, заключил новый брак с молодой актрисой Беллой Надь (урож. Гросс). Скандал вызвала не только разница в возрасте, но и то, что жена имела еврейское происхождение, и не отказалась в браке от своей религии.
Умер 5 мая 1904 года в Будапеште. Похоронен на кладбище Керепеши рядом со своей первой супругой Розой Лаборфальви, умершей 20 ноября 1886 года. Имущество Йокаи завещал своей второй жене (его отношения с дочерью первой жены к концу жизни ухудшились). После его смерти дочь первой жены несколько раз безуспешно пыталась оспорить завещание, но добилась лишь права на выплату небольшой ренты, а также того, чтобы Белла ежегодно отчитывалась перед ней о размере состояния (для определения размера ренты). Белла, в свою очередь, после смерти мужа повторно замуж не выходила.

## Творчество
Значительную часть своих романов Йокаи посвящяет героическому прошлому Венгерского королевства, при этом избегая чрезмерной национальной идеализации.
Его новелла «Саффи» послужила сюжетом известной оперетты «Цыганский барон» австрийского композитора Иоганна Штрауса (сына), написанной в 1885 году и имевшей мировой успех.
Шедеврами творчества Йокаи стали романы «Золотой человек» (Az arany ember), «Сыновья человека с каменным сердцем» (A köszívü ember fiai), «Золотой век Трансильвании» (Erdély aranykora), «Турецкий мир в Венгрии» (Török világ Magyarországon), «Венгерский набоб» (Egy magyar nábob), «Золтан Карпати» (Kárpáthy Zoltán), «Последние дни янычар» (Kárpáthy Zoltán v Janics), «Грустные дни» (Szomorú napok). Популярностью пользовались также его сатирическая повесть «Жёлтая роза» (Sárga rózsa), а также авантюрный роман-бурлеск о временах войны за Пфальцское наследство «Похождения авантюриста Гуго фон Хабенихта» (Egy hirhedett kalandor a 17. századból).
Наряду с историей Венгрии, уделял немалый интерес истории России, что отразилось в романе «Свобода под снегом» (Szabadság a hó alatt, vagy a zöld könyv), посвящённом декабристам и Пушкину, и романе «Афанасия» (Afanázia) — о бунте на Камчатке и побеге в Европу в 1771 году Морица Бенёвского. Заслужил у современников прозвание «венгерского Дюма-отца».
Йокаи также заслуженно признаётся основоположником венгерской научной фантастики. Его размышления о грядущей гибели развращённого мира как «загнивающей» Атлантиды в результате природной катастрофы легли в основу романа «Океания» (Oceania, 1846) и рассказа «Город и зверь» (1858), а мечты о возможной утопии — романов «Чёрные алмазы» (Fekete gyémántok, 1870) и «Где деньги не являются божеством» (Ahol a pénz nem Isten, 1904). В романе «20 000 лет подо льдом», или «До самого Северного полюса» (Egész az északi pólusig!, 1876), носящем черты сатиры, главный герой, австрийский матрос, забытый экипажем в Арктике, переносится в будущее посредством анабиоза. За трёхтомный «Роман о грядущем веке» (A jövő század regénye, 1872) Йокаи негласно присвоен был титул «венгерского Жюля Верна».
В честь Мора Йокаи назван кратер на Меркурии.
Также широко известен как в Венгрии, так и за рубежом как кулинар, обогативший венгерскую национальную кухню своими оригинальными рецептами. Почти во всех венгерских ресторанах можно найти блюда, приготовленные по его рецептам, например, фасолевый суп Йокаи и др.
Всего создал более 110 книг романов, рассказов, пьес и стихотворений.

## Сочинения

### Романы
- «Будни» / венг. Hétköznapok (1846)
- «Революционные и боевые сцены» / венг. Forradalmi és csataképek (1850)
- «Дневник беглеца» / венг. Egy bujdosó naplója (1851)
- «Золотой век Трансильвании» / венг. Erdély aranykora (1852)
- «Турецкий мир в Венгрии» / венг. Török világ Magyarországon (1853)
- «Венгерский набоб» / венг. Egy magyar Nábob (1853—1854)
- «Последние дни янычар» / венг. Janicsárok végnapjai (1854)
- «Золтан Карпати» / венг. Kárpáthy Zoltán (1854) (экранизирован в 1966 году)
- «Бедные богачи» / венг. Szegény gazdagok (1860)
- «Новый землевладелец» / венг.  Az uj foldesur (1862)
- «Когда мы состаримся» / венг. Mire megvénülünk (1865)
- «Сыновья человека с каменным сердцем» / венг. A kőszívű ember fiai (1869)
- «Чёрные алмазы» / венг. Fekete gyemantok (1870)
- «Золотой Человек» / венг. Az Arany Ember (1872)
- «Роман будущего столетия» / венг. A jövő század regénye (1872—1874)
- «Безымянный замок» / венг. A névtelen vár (1877)
- «Похождения авантюриста Гуго фон Хабенихта» / венг. Egy hirhedett kalandor a 17. századból (1879)
- «Свобода под снегом» / венг. Szabadság a hó alatt, vagy a zöld könyv (1879)
- «Афанасия» / венг. Afanázia (1888)
- «Дама с глазами, как море» / венг. A tengerszemu holgy (1890)
- «Юность Ракоци» / венг. Rákóczy fia (1892)
- «Брат Дьёрдь» / венг. Frater Gyorgy (1893)
- «Другое время — другие нравы»
- «Любовь до эшафота»
- «Божья воля»
- «Дважды умереть»
- «Мученик сердца»
- «20000 лет подо льдом» / венг. Egész az északi pólusig!
- «Укротитель душ»

### Малая проза
- «Дикие цветы» / Vadon virágai (1848, сборник рассказов)
- «Жёлтая роза» / Sárga rózsa (1893, повесть)
- «Мечта и жизнь» (повесть)
- «Кладбищенские привидения» (рассказ)

### Публикации на русском языке
- На русский язык переведены и неоднократно переиздавались в СССР и России: «Венгерский набоб», «Бедные богачи», «Когда мы состаримся», «Сыновья человека с каменным сердцем», «Чёрные алмазы», «Золотой человек», «Похождения авантюриста Гуго фон Хабенихта», «Жёлтая роза», и др.
- В 2009 году в российском издательстве «Терра-Книжный Клуб» на русском языке выпущено собрание сочинений Мора Йокаи в 8 томах.

## Экранизации
- 1962 — Наследство казначея Стамбула (экранизация романа «Золотой человек»)
- 1965 — Сыновья человека с каменным сердцем
- 1966 — Венгерский набоб
- 1966 — Золтан Карпати
- 1980 — Золотой век Трансильвании
- 1985 — Саффи
- 1985 — Безымянный замок

## Музыка
- «Цыганский барон» оперетта Иоганна Штрауса (сына) (1885) по новелле «Саффи»
- «Песнь» опера Эржебет Сёньи (1953)